# Claude Lecomte (directeur de la photographie)
Pour les articles homonymes, voir Claude Lecomte et Lecomte.
Claude Lecomte est un directeur de la photographie français né le 8 juillet 1931 à Loudun et mort le 4 octobre 2017 à Trétudans.

## Filmographie partielle
- 1958 : Une balle dans le canon de Michel Deville
- 1961 : Adorable Menteuse de Michel Deville
- 1965 : Ces dames s'en mêlent de Raoul André
- 1965 : Un milliard dans un billard de Nicolas Gessner
- 1969 : L'Homme aux chats d'Henri Glaeser (court métrage)
- 1971 : Raphaël ou le débauché de Michel Deville
- 1973 : Une larme dans l'océan d'Henri Glaeser
- 1973 : Un ange au paradis de Jean-Pierre Blanc
- 1976 : Andréa d'Henri Glaeser
- 1980 : Les Fourberies de Scapin de Roger Coggio
- 1981 : Eaux profondes  de Michel Deville
- 1982 : Le Bourgeois gentilhomme de Roger Coggio
- 1983 : La Petite Bande de Michel Deville
- 1984 : Une fille à aimer (Just the Way You Are) d'Édouard Molinaro
- 1985 : Monsieur de Pourceaugnac de Michel Mitrani
- 1986 : Le Grand Chemin de Jean-Loup Hubert
- 1993 : À cause d'elle de Jean-Loup Hubert